# Seneca Wallace
Pour les articles homonymes, voir Wallace.
(en) Statistiques sur pro-football-reference
Seneca Isayha Wallace (né le 6 août 1980 à Sacramento) est un joueur américain de football américain évoluant au poste de quarterback.

## Enfance
Wallace joue à la Cordova High School de Rancho Cordova au football américain et au basket-ball, recevant divers honneurs au niveau local.

## Carrière

### Université
Il fait le début de ses études au Sacramento City College. Il est transféré après la saison 2000 à l'université d'État de l'Iowa. Lors des saisons 2001 et 2002, il réussit vingt-six passes pour touchdown et se fait intercepter vingt-sept passes.

### Professionnel

#### Seahawks de Seattle
Senaca Wallace est sélectionné au quatrième tour du draft de la NFL de 2003 par les Seahawks de Seattle au 110e choix. Pendant deux saisons, Wallace remplace Matt Hasselbeck et ne fait qu'une petite apparition lors des play-offs 2005. En 2006, il est titularisé à quatre reprises, après la blessure au genou de Hasselbeck, et fait huit passes pour touchdown et se fait intercepter sept passes.
Lors de cette saison 2006, il est titularisé à quatre reprises au poste de wide receiver. En 2007, l'entraineur Mike Holmgren l'utilise lors de dix matchs au poste de receveur. En 2008, il effectue deux bons matchs de pré-saison comme quarterback. Wallace retrouve une place de quarterback titulaire après la blessure de Hasselbeck et joue contre les Buccaneers de Tampa Bay, match perdu 20-10. La semaine suivante, il permet aux Seahawks de l'emporter contre les 49ers de San Francisco 34-13. Il effectue la plus longue passe pour touchdown de l'histoire des Seahawks après une passe pour touchdown de quatre-vingt-dix yards pour Koren Robinson. Wallace joue encore deux matchs contre les Eagles de Philadelphie et les Raiders d'Oakland.
Les médecins de Seattle autorise Matt Hasselbeck à reprendre le jeu pour le onzième match. Mais il fait une rechute et Wallace reprend le poste de titulaire pour les Patriots de la Nouvelle-Angleterre lors du quatorzième match et réussit vingt passes sur vingt-huit tentées pour 212 yards et trois passes pour touchdowns ; néanmoins, Wallace fait un fumble lors du dernier quart et Seattle perd le match 24-21. La semaine suivante, il est de nouveau titulaire contre les Rams de Saint-Louis et remporte le match 23-20. Bien que Hasselbeck revienne de blessure, Wallace reste le titulaire et joue les deux derniers match de la saison contre les Jets de New York et les Cardinals de l'Arizona.
En 2009, il joue treize matchs (dont deux comme titulaire) et réussit 65 % de ses passes, faisant trois passes pour touchdowns et deux interceptions.

#### Browns de Cleveland
Le 8 mars 2010, Wallace est échangé au Browns de Cleveland contre un des choix du draft de 2011 soit lors du prochain (le draft de 2010 ne s'était pas encore déroulé). Wallace retrouve donc son ancien entraîneur Mike Holmgren, qui est le président de Cleveland. Lors de la saison 2010, il remplace le quarterback Jake Delhomme lors du premier match de la saison après qu'il s'est blessé contre les Buccaneers de Tampa Bay. Il est donc titulaire lors du deuxième et troisième match. Il se blesse contre les Falcons d'Atlanta et c'est le rookie Colt McCoy qui prend la place de quarterback, jouant quatre match avant le retour de Delhomme.
Il est libéré par les Browns après la pré-saison 2012

#### Saints de La Nouvelle-Orléans
Le 15 avril 2013, il signe un contrat d'un an avec les Saints de La Nouvelle-Orléans.